# Monazite
Monazite è un termine collettivo per alcuni minerali riconosciuto dall'Associazione Mineralogica Internazionale (IMA). Questi minerali piuttosto rari appartengono alla classe dei minerali "fosfati, arseniati e vanadati", formano il supergruppo della monazite e possiedono la seguente composizione chimica:
| Nome          | Formula |
| ------------- | ------- |
| Monazite-(Ce) | CePO4   |
| Monazite-(Gd) | Gd(PO4) |
| Monazite-(La) | LaPO4   |
| Monazite-(Nd) | NdPO4   |
| Monazite-(Sm) | SmPO4   |

I metalli cerio (Ce), gadolinio (Gd), lantanio (La), neodimio (Nd) e samario (Sm) che si trovano nella formula sono anche indicati come metalli delle terre rare. Inoltre, a causa della loro completa solubilità l'uno nell'altro, ci sono sempre mescolanze degli altri membri finali della serie mista, nonché gadolinio (Gd), praseodimio (Pr), ittrio (Y) e fino al 20% di torio (Th). Poiché il torio è radioattivo, i prodotti della sua serie di decadimento si trovano anche nella monazite, quando contenente torio, in proporzioni corrispondenti al rapporto tra il loro tempo di dimezzamento e quello del torio.
Poiché i lantanidi non si presentano puri in natura, ma sempre come miscele degli elementi corrispondenti, esiste una formula chimica alternativa per la monazite: Ln[PO4]. Qui, il simbolo Ln non sta per il singolo elemento lantanio, ma per la somma di tutti i lantanidi.
La monazite è il minerale più importante per i metalli delle terre rare, insieme alla bastnäsite. Inoltre, la monazite è considerata il minerale del torio più importante.
In natura, la monazite più comune è la monazite-(Ce), le altre forme sono più rare.

## Etimologia e storia
La parola monazite deriva dal greco μονάζειν (monázein= "vivere solo", parola composta da μόνος [mónos] "solo" e ζήω [zēō] "vivere"), in allusione ai suoi cristalli isolati.
Il minerale eremita – sinonimo di monazite – fu descritto dal mineralogista statunitense Charles Upham Shepard nel 1837:
(Charles Upham Shepard)
La monazite fu osservata per la prima volta da Carl Auer von Welsbach nella sabbia di zavorra delle navi provenienti dal Brasile. Nel 1880, era alla ricerca di torio per le reticelle Auer che aveva inventato. La sabbia di monazite si affermò presto come fonte di torio per la produzione elle reticelle, che rappresentavano anche la pietra angolare dell'industria delle terre rare. Per un breve periodo, la monazite fu importata dalla Carolina del Nord, ma presto furono scoperte abbondanti fonti in India e Brasile. Fino alla seconda guerra mondiale, la monazite era la principale fonte di metalli delle terre rare, fino a quando la basnaesite ha iniziato ad essere lavorata intorno al 1965.

## Classificazione
Già nell'obsoleta 8ª edizione della sistematica minerale secondo Strunz, la monazite, che qui è ancora considerata un "solo" minerale, apparteneva alla classe dei minerali di "fosfati, arseniati e vanadati" e lì alla sottoclasse dei "Fosfati anidri, arseniati e vanadati senza anioni estranei", dove insieme a cheralite, písekite (oggi: písekite-(Y)) e rooseveltite formava la "serie della monazite" con il sistema nº VII/A.11.
Nella Sistematica dei lapis (Lapis-Systematik) di Stefan Weiß, che è stata rivista e aggiornata l'ultima volta nel 2018 ed è ancora strutturata secondo questa vecchia sistematica di Strunz, ai minerali qui divisi nei membri finali della serie sono stati assegnati il sistema e i numeri dei minerali VII/A.15-10 (monazite-(La)), VII/A.15-20 (monazite-(Ce)), VII/A.15-30 (monazite-(Nd)) e VII/A.15-35 (monazite-(Sm)). Ciò corrisponde anche alla classe dei "Fosfati anidri [PO4]3−, senza anioni estranei", dove le suddette monaziti insieme alla cheralite e alla gasparite-(Ce) formano il "gruppo della monazite" (nº VII/A.15).
La 9ª edizione della sistematica minerale di Strunz, che è stata aggiornata l'ultima volta dall'IMA nel 2009 classifica le monaziti nella classe "8. Fosfati, arseniati e vanadati" e nella sottoclasse "8.A Fosfati, ecc. senza anioni aggiuntivi, senza H2O"; questa è ulteriormente suddivisa in base alla dimensione relativa dei cationi coinvolti, in modo che il minerale possa essere trovato nella sezione ""8.AD Con soltanto cationi di grande dimensione" in base alla sua composizione, dove monazite-(Ce), monazite-(La), monazite-(Nd) e monazite-(Sm) insieme a cheralite, gasparite-(Ce) e rooseveltite formano il "gruppo della monazite" con il numero di sistema nº 8.AD.50.
Nella classificazione dei minerali di Dana, che è usata principalmente nel mondo anglosassone, le monaziti hanno il sistema e i numeri dei minerali 38.04.03.01 (monazite-(Ce)), 38.04.03.02 (monazite-(La)), 38.04.03.05 (monazite-(Nd)) e 38.04.03.07 (monazite-(Sm)). Questo corrisponde anche alla classe dei "fosfati, arseniati e vanadati" e lì alla sottoclasse "fosfati anidri ecc.". In questo caso, la monazite-(Ce), la monazite-(La), la monazite-(Nd) e la monazite-(Sm) insieme alla cheralite-(Ce), alla brabantite e alla gasparite-(Ce) sono nel "Gruppo della monazite (monoclino: P21/n)" con il sistema nº 38.04.03 nella suddivisione "Fosfati anidri ecc., A+XO4".
In queste sistematiche non compare la monazite-(Gd), approvata dall'IMA nel 2022. Quest'ultima è naturalmente presente nella decima edizione della classificazione Strunz, proseguita dal database "mindat.org", dove tutte le monaziti conservano la classificazione della nona edizione (8.AD.50), con l'esclusione della monazite-(Gd) che si trova nella sezione 8.AD dove è in attesa dell'assegnazione di un gruppo insieme a eplerite, mazorite, deynekoite e un nuovo minerale dimorfo della ximengite a cui non è stato ancora dato un nome.

## Abito cristallino
Tutte le monaziti cristallizzano nel sistema cristallino monoclino nel gruppo spaziale P21/n (gruppo nº 14, posizione 2) e quattro unità di formula per cella unitaria; i parametri del reticolo sono tra loro leggermente diversi:
| Minerale      | Parametri reticolari                                          |
| ------------- | ------------------------------------------------------------- |
| monazite-(Ce) | a = 6,7902 Å; b = 7,0203 Å; c = 6,4674 Å, β = 103,38°         |
| monazite-(Gd) | a = 6,703(1) Å, b = 6,914(1) Å, c = 6,383(1) Å, β = 103,8(1)° |
| monazite-(La) | a = 6,8313 Å; b = 7,0705 Å; c = 6,5034 Å, β = 103,27°         |
| monazite-(Nd) | a = 6,7352 Å; b = 6,9500 Å; c = 6,4049 Å, β = 103,68°         |
| monazite-(Sm) | a = 6,6818 Å; b = 6,8877 Å; c = 6,3653 Å, β = 103,86°         |

La monazite è strettamente correlata alle xenotime-(Y) e xenotime-(Yb) cristallizzanti tetragonalmente con formule (Y,Yb)[PO4]. La monazite contiene i metalli delle terre rare più leggeri ma più grandi, il numero di coordinazione sul metallo delle terre rare è CN = 9. I metalli delle terre rare più piccoli e pesanti nelle xenotime hanno solo un numero di coordinazione di CN = 8, che consente anche la maggiore simmetria della sua struttura. La radioattività del torio, che è spesso contenuta, porta a errori reticolari, simili ai minerali di uranio.

## Modificazioni e varietà
Tra le varietà di monaziti si ricorda la cheralite-(Ce) (da non confondere con la cheralite); inizialmente era considerata un minerale a sé, ma l'Associazione Mineralogica Internazionale non l'ha più riconosciuta tale perché si è scoperto essere identica alla monazite-(Ce).

## Forma in cui si presenta in natura e proprietà
I cristalli sono molto rari e di piccole dimensioni, possono presentarsi appiattiti, ma solitamente si presenta in forma granulare.
Il colore varia tra il marrone-rosso e il giallo, cristallizza nel sistema monoclino e ha una densità di circa 5 g/cm³. È costituito da circa il 50 % di cerio, circa il 20 % di lantanio e neodimio, circa il 5 % di praseodimio e tracce di altri composti delle terre rare.
La monazite può contenere fino al 20% in peso di diossido di torio radioattivo (ThO2) e fino all'1% in peso di diossido di uranio (UO2), nonché i loro prodotti di decadimento: piombo (Pb) e, in quantità molto piccole, elio (He), che può essere estratta mediante riscaldamento. La sua attività specifica è compresa tra 60 e 450 kBq/kg, a seconda del contenuto degli elementi radioattivi, ed è quindi circa 100 volte più forte di quella di altre sabbie minerali. Pertanto, la monazite è un minerale importante per la datazione dell'età assoluta delle rocce (geocronologia).

## Origine e giacitura
La monazite si trova in numerosi ambienti geologici come in varie rocce ignee e metamorfiche. Grazie alla sua resistenza chimica, è presente anche nelle rocce sedimentarie. Forma depositi placer nelle sabbie fluviali e costiere, motivo per cui si trova spesso in giacimenti alluvionali, come granuli in sabbie. Si sono formati per via gravitazionale dei grani di monazite nel sedimento, che sono più pesanti del quarzo. Può essere anche trovato come minerale accessorio in rocce granitiche, pegmatitiche e anche in gneiss.
I principali giacimenti primari di monazite (cioè non sedimentari) si trovano nelle miniere minerarie di Bayan Obo in Cina, così come Mountain Pass in California, Van Rhynsdorp e Naboomspruit in Sud Africa e Mount Weld in Australia. Le spiagge di Thiruvananthapuram e Travancore, nel sud dell'India, sono costituite da grandi quantità di sabbia monazite.
Altre località per la monazite includono varie regioni dell'Australia; le fasce costiere al largo di Rio de Janeiro, Bahia, Espírito Santo e Paraíba in Brasile; Antsirabe in Madagascar; Iveland e Narestö in Norvegia; Miask negli Urali (Russia); Sri Lanka.
In Italia è stata trovata in Lombardia (nelle vicinanze dei comuni di Colico, Dorio, Campodolcino, Madesimo, Cuasso al Monte, tra gli altri), in Piemonte (nei pressi di Bagnolo Piemonte, Cesana Torinese, Baceno, Formazza e Mergozzo, per citarne alcuni), in Sardegna (vicino ad Arzachena, Arburese e La Maddalena), ma è stata rinvenuta anche in Toscana, Puglia, Trentino Alto-Adige e Veneto.

## Usi

### In generale
Le monaziti sono necessarie quasi esclusivamente come materia prima per l'estrazione di metalli delle terre rare. Inoltre, come sottoprodotto si ottiene anche il torio contenuto nei composti dei metalli delle terre rare, che era necessario fino agli anni '70 per la produzione di lampade a gas. Viene usata anche per la produzione di magneti permanenti per turbine eoliche e per batterie di accumulo elettriche. A causa del fatto che l'uranio-233 fissile può essere incubato dal torio, le monaziti mescolate con l'uranio-235 sono state utilizzate nei reattori nucleari ad alta temperatura fino al 1989. Alla centrale elettronucleare di Shippingport (uno dei primi reattori ad acqua leggera al mondo), negli anni '70 sono stati condotti esperimenti di successo con il torio come combustibile.
Mentre negli anni '80 il 40% della produzione mondiale di metalli delle terre rare proveniva dalle monaziti, la quota si è ridotta drasticamente nel 2010. Il motivo del calo è, da un lato, i costi elevati dell’estrazione dei metalli delle terre rare dal minerale monazitico rispetto all’estrazione dei metalli delle terre rare dal minerale bastnasite. D'altra parte, la domanda globale di torio è diminuita negli ultimi decenni (i mantelli sono oggi prevalentemente prodotti senza torio), cosicché il torio è ora più un prodotto di scarto a elevato costo di gestione che un sottoprodotto utile dell'estrazione di metalli delle terre rare dal minerale monazitico ed è spesso collocato in discarica come scoria. La ricerca sull'aumento dell'uso del torio come combustibile nucleare, che potrebbe contribuire a risolvere il problema dello smaltimento nell'estrazione di metalli delle terre rare, è attualmente seriamente perseguita solo dall'India.

### Cracking acido
Nel cracking acido, una miscela di sabbia con il 98% di acido solforico viene riscaldata a 120-150 °C in serbatoi di acciaio fuso per diverse ore. La reazione di cracking è fortemente esotermica. Se la temperatura viene mantenuta al di sotto dei 250 °C e viene utilizzato un eccesso di acido, il torio in esso contenuto diventa solubile in acqua. Quando si utilizzano quantità uguali di acido e sabbia e si imposta una temperatura più elevata, il torio diventa insolubile in acqua. Il fango risultante viene spento con acqua, per cui i solfati vanno in soluzione. Il torio viene quindi precipitato come pirofosfato o per neutralizzazione come sale basico. I lantanidi rimasti in soluzione vengono quindi completamente precipitati con acido ossalico o parzialmente ottenuti precipitando il gruppo cerio come doppio sale sodio-solfato. Il restante gruppo di ittrio viene elaborato separatamente. I fosfati possono essere separati precipitando gli idrossidi con idrossido di sodio. Quando il precipitato acquoso viene essiccato all'aria, il cerio(III) si ossida in ossido di cerio(IV).

### Cracking basico
Nel cracking basico, la sabbia di monazite viene trattata con soda caustica a circa 140 °C. Questo produce ossidi e idrossidi insolubili e fosfato di sodio, che si dissolve dopo l'aggiunta di acqua. I fanghi insolubili vengono trattati con acido cloridrico diluito, per cui gli ossidi di lantanidi vanno in soluzione, mentre il diossido di torio rimane come residuo, contaminato da altri componenti insolubili in acido. L'ossido di cerio(IV) può essere quasi completamente precipitato dalla soluzione mediante ossidazione con ipoclorito di sodio allo stesso valore di pH.